# Hyper Neo-Geo 64

Le logo du Hyper Neo-Geo 64

Pour les articles homonymes, voir Neo-Geo.
L'Hyper Neo-Geo 64 est un système de jeu vidéo à cartouches pour borne d'arcade compatible JAMMA, destiné aux salles d'arcade et commercialisé par SNK en septembre 1997.

## Description
Il a été créé par la société SNK et commercialisé en septembre 1997, afin de succéder au système Neo-Geo MVS datant à l'époque de sept ans.
Techniquement, comme son nom l'indique, l'Hyper Neo-Geo 64 est doté d'un microprocesseur 64 bits permettant de faire fonctionner des jeux en 3D, affichant 4096 couleurs simultanément parmi une palette de 16,7 millions de couleurs, dans une résolution de 640 × 480 pixels.
Il existe plusieurs révisions/versions de carte mère. Chaque Hyper Neo-Geo 64 possède deux circuits imprimés, une carte commune et une qui diffère suivant chaque révision de carte mère.
La pile se situant sur le circuit imprimé commun sert seulement à mémoriser les high scores.
Chaque type de jeu possède sa carte mère particulière (combat, conduite, tir et une version coréenne a également vu le jour). La carte mère de jeux de combat a été commercialisée sous deux versions. Tous les jeux ne sont pas compatibles avec toutes les cartes mère, mais il semble que certains jeux de combat puissent passer sur plusieurs cartes mère.
Les cartouches sont de simples boites en acier brossé de taille assez imposante, contenant un circuit imprimé double-face.
L'Hyper Neo-Geo 64 fut un échec commercial, principalement à cause de la concurrence de Sony et de son système PlayStation plus abouti techniquement et disposant de jeux plus attractifs. Au total, seulement sept jeux sont sortis sur Hyper Neo-Geo 64.
Une version console de l'Hyper Neo-Geo 64 fut envisagée, mais ne vit jamais le jour.

## Spécifications

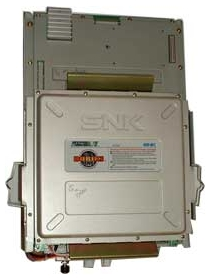
Carte mère Hyper Neo-Geo 64

### Processeurs
- Processeur principal : processeur 64-bit MIPS VR4300 RISC cadencé à 50 MHz
  - RAM : 4MB
  - Mémoire programmable : 64 MB
- Processeur secondaire, gestion de l'audio I/O : NEC V30 16-bit cadencé à 8 MHz
- Processeur de gestion des communications I/O : Zilog Z80 cadencé à 12,5 MHz 8-bit

### Affichage
- Palette couleurs : 16,7 million
- Couleurs simultanées : 4 096
- 3D :
  - Mémoire vertex : 96 Mio
  - Mémoire de texture : 16 Mio maximum
- Sprite 2D :
  - 60 images par seconde d'animation
  - Mémoire de caractère : 128 Mio
- Fonctions principales :
  - Scaling
  - evolution
  - morphing
  - horizontal/vertical screen partitioning and line scrolling
  - montage
  - chain
  - mosaic
  - mesh
  - action
  - up/down
  - right/left reverse
- Scrolling : 
  - Jusqu'à 4 plans de jeu
  - Mémoire de caractère : 64 Mio

### Cartographie mémoire
- Carte mère RAM (16 MiB) : 0x00000000..0x00FFFFFF
- Cartouche RAM (16 MiB) : 0x04000000..0x05FFFFFF
- ROM (512 KiB) : 0x1FC00000..0x1FC7FFFF (Le mapping des ROMs cartouches est variable)

### Puce audio
- 32 canaux PCM d'onde audio
- Fréquence de sample maximum de 44,1 kHz (qualité CD)
- RAM : 32MB

## Liste des jeux
| Titre                                                             | Développeur | Éditeur | Genre         | Année |
| ----------------------------------------------------------------- | ----------- | ------- | ------------- | ----- |
| Beast Busters: Second Nightmare                                   | SNK         | SNK     | Jeu de tir    | 1998  |
| Buriki One: World Grapple Tournament '99 in Tokyo                 | SNK         | SNK     | Jeu de combat | 1999  |
| Fatal Fury: Wild Ambition / Garou Densetsu: Wild Ambition         | SNK         | SNK     | Jeu de combat | 1998  |
| Roads Edge / Round Trip                                           | SNK         | SNK     | Jeu de course | 1997  |
| Samurai Shodown 64 / Samurai Spirits                              | SNK         | SNK     | Jeu de combat | 1997  |
| Samurai Shodown: Warriors Rage / Samurai Spirits 2 Asura Zanmaden | SNK         | SNK     | Jeu de combat | 1998  |
| Xtreme Rally / Off Beat Racer                                     | SNK         | SNK     | Jeu de course | 1998  |